# Tzantza

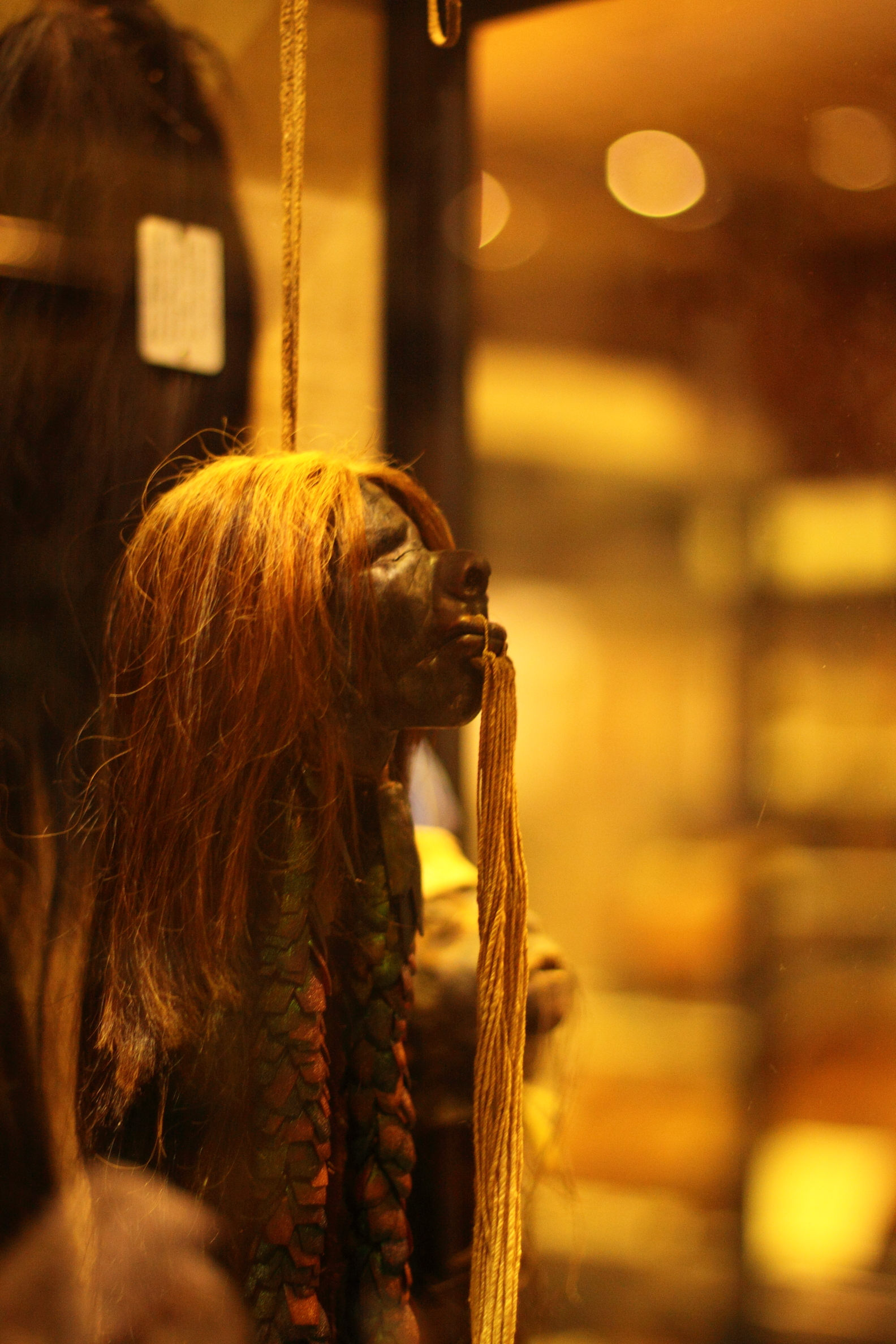
Una tzantza al Museu Pitt-Rivers, Oxford.

La tzantza és una pràctica de la tribu indígena dels shuar per reduir caps. Aquest místic procediment feia que el nadiu momifiqués i conservés els caps dels seus enemics com a talismà i trofeu de guerra.

## Procés de reducció
El procediment per preparar la tzantza té diversos passos. El cap i el coll es tallen com més a prop de la clavícula millor. La persona que mata fa servir un etsemat i el passa per la boca i el coll del cap tallat, després se'l lliga i fuig ràpidament.
Es fa un tall rere el cap i amb cura se separa la pell del crani. La pell es bull durant una mitja hora, això en redueix la mida a la meitat. Després que s'assequi es gira la pell i s'elimina tota la carn amb un ganivet. La pell extreta es torna a cosir en el lloc on es va fer el tall a la part posterior.
S'escalfen algunes pedres en foc, i s'introdueixen a l'interior per fer-les rodar. Periòdicament es frega la pell per ajudar a assecar i influir en la forma. Després s'escalfa sorra en una cassola i la sorra substitueix les pedres. Amb un ganivet gran ben escalfat s'eixuguen els llavis. Després es claven tres espines de palmera amer als llavis i es lliguen amb cordes.
El procés de la tzantza sol durar si fa no fa sis dies. Finalment, el cap arriba a tenir la mida d'un puny. L'últim dia de treball se celebra la primera festa de la tzantza.

## Significat

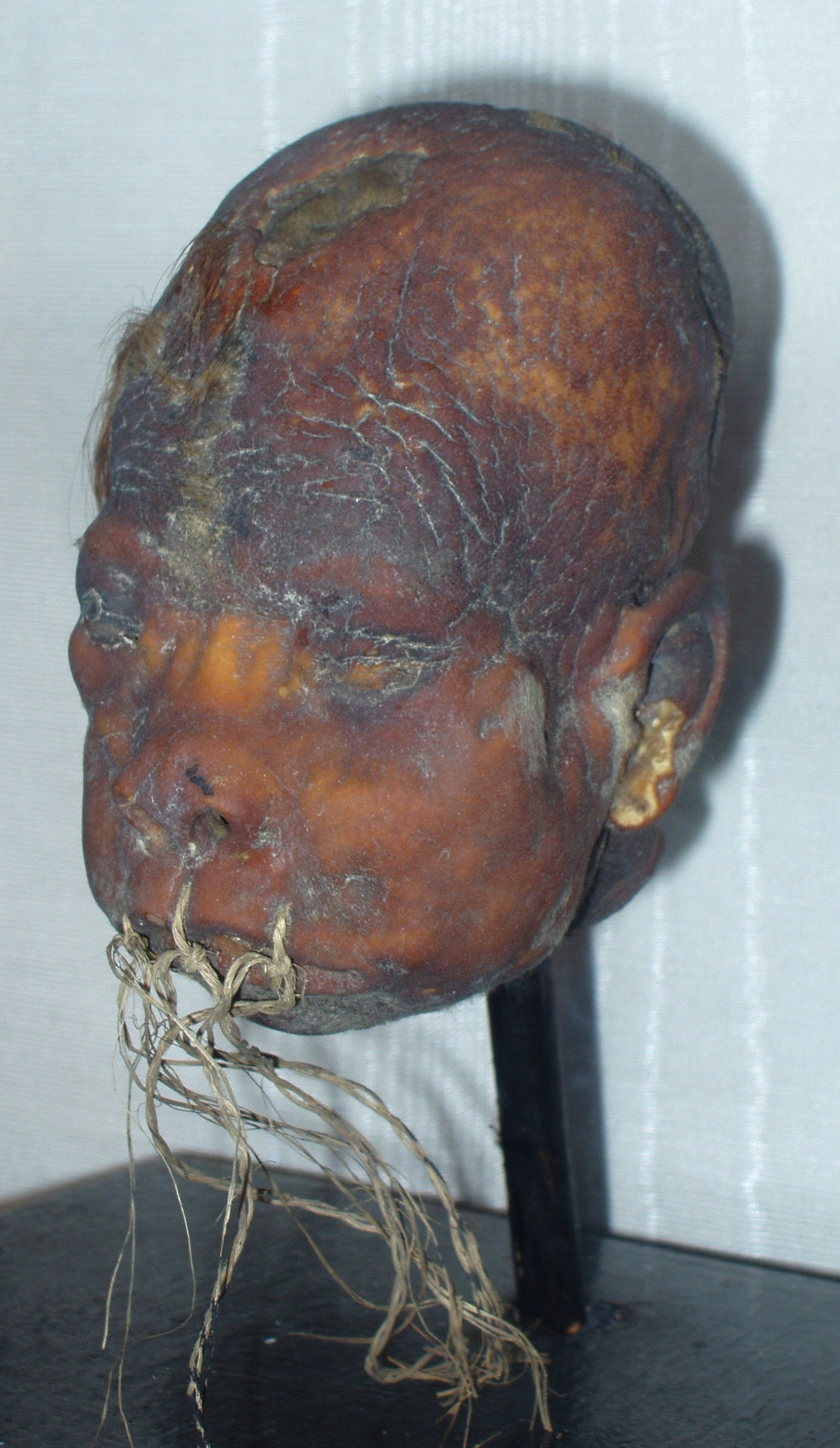
Cap reduït exposat en un museu de Florida.

La pràctica de la preparació de caps reduïts originàriament tenia un significat religiós, la reducció del cap d'un enemic es creia que servia per aprofitar el seu esperit i obligar-lo a servir el seu posseïdor. Hom deia que servia per evitar que l'ànima del seu enemic vengés la seva mort.
Els shuar creien en l'existència de tres esperits fonamentals:
- Wakani: un esperit innat dels éssers humans fonamental per sobreviure a la mort.
- Aratuam: literalment, 'visió o 'poder', que protegeix els humans d'una mort violenta.
- Muisak: un esperit venjatiu, quan una persona era portadora d'aquest esperit solia morir assassinada.

Per blocar l'esperit últim de l'ús dels seus poders, decidiren tallar els caps dels seus enemics i reduir-los. El procés també va servir com una forma d'advertència als enemics. Àdhuc amb aquests usos l'amo del trofeu no havia de mantenir-lo durant gaire temps. Molts caps es van utilitzar després en les cerimònies religioses i en les festes que celebraven els victòries de la tribu.